# .at
.atは国別コードトップレベルドメイン（ccTLD）の一つで、オーストリアに割り当てられている。NIC.ATが管理している。

## 登録
以下のような種別を示す第二レベルドメインが存在する。
- .gv.at - 政府機関
- .ac.at - 研究・教育機関 (登録はウィーン大学が行っている)
- .co.at - 会社向け（登録条件なし）
- .or.at - 団体向け（登録条件なし）

第二レベルドメインを登録することも可能。
いくつかの英単語の末尾は-atで終わっているものがあるので、ドメインハックを受ける可能性がある。lifebo.atがその一例である。また、atを組み合わせたarrive.atなど幅広く行われる可能性がある。
国際化ドメイン名の登録も、受け付けている。